# Euphorbia aureoviridiflora
Euphorbia aureoviridiflora là một loài thực vật thuộc họ Euphorbiaceae. Đây là loài đặc hữu của Madagascar. Môi trường sống tự nhiên của chúng là vùng nhiều đá. Chúng hiện đang bị đe dọa vì mất môi trường sống.